# Базелиц, Георг
Гео́рг Ба́зелиц (нем. Georg Baselitz, настоящее имя Ханс-Георг Керн (нем. Hans-Georg Kern); род. 23 января 1938, Дойчбазелиц) — немецкий живописец, график и скульптор, принадлежит к числу самых дорогих из ныне живущих художников. Неоэкспрессионист, один из основоположников стиля «Новые дикие».

## Биография и творчество
Ханс-Георг Керн родился в 1938 году в семье учителя начальной школы. Заниматься живописью начал в 1955 году, беря частные уроки.
В 1956 году переехал в Восточный Берлин, где поступил в Высшую школу изящных искусств, но был вскоре исключён из училища за «политическую незрелость». После этого переехал в Западный Берлин, где продолжил обучение в Высшей художественной школе.
В 1958 году, после переезда в Западный Берлин, Базелиц встретил свою будущую жену Эльке Кретчмар. В это же время складывается его собственный узнаваемый стиль; он пишет серию картин, в том числе «Uncle Bernhard»/«Onkel Bernhard.»
В 1961 он изменил своё имя на Георг Базелиц, в память о родном городе. Вместе с другим молодым художником из Саксонии, Ойгеном Шёнебеком, он в том же году устроил в районе Вильмерсдорф выставку «Пандемониум-1». На этой выставке художниками был провозглашён манифест, противопоставлявший их творчество господствовавшему в то время абстрактному искусству. Базелиц всегда тяготел к предметным, фигуративным мотивам, при этом особо ценил принцип арт-провокации, изображая фигуры порой в таких провокационно эксгибиционистских позах, что, например, в 1963 году во время персональной выставки художника в галерее Werner & Katz в Берлине произошёл скандал. Две его картины «Большая ночь в бадье» («The Big Night Down The Drain», 1962/1963) и «Обнажённый человек» («Naked Man», 1962) были запрещены к показу как непристойные.
Главным рубежом творческой зрелости Базелица можно считать вторую половину 1960-х годов. В это время появились так называемые «фрактурные картины» (от нем. Frakturbildern), где человеческие фигуры и предметы оказываются разделёнными на отдельные горизонтально ориентированные сегменты. Изображаемые предметы выступают в качестве фона для живописи. Свою цель художник сформулировал таким образом: «Реальность — это сама картина, но совсем не то, что на картине». В 1969 году в работе «Лес на голове» Базелиц выразил свой отказ от содержательных аспектов. Траектории нанесения красок показывают, что Базелиц писал свои картины в стиле «движения вокруг оси».
С конца 1960-х годов фирменным приёмом Базелица стал «перевёрнутый образ» (изображение фигур вниз головой). Таким образом он стремился преодолеть главенство содержания над формой.
В 1970-е годы у Базелица прошли выставки в Мангейме, Гамбурге, Касселе, Амстердаме, участие в Биеннале в Сан-Паулу. В конце 1970-х он занялся скульптурой. Первым опытом была «Модель для скульптуры» (1979/1980) — раскрашенная скульптура из дерева. Влияние экспрессионизма сказывается на его скульптурных работах ещё более явно, чем в его картинах. В 1980-е известность художника растёт; его стиль становится более агрессивным.
В 1990 — первая большая выставка в Восточной Германии (Национальная галерея в Старом музее Берлина). В 1993 Базелиц оформляет постановку оперы Харрисона Бёртуистла «Панч и Джуди» в Амстердаме. В 1995 — большие выставки в музее Гуггенхайма в Нью-Йорке, Вашингтоне и Лос-Анджелесе.
Базелиц занимал пост профессора Академии художеств в Карлсруэ и западноберлинской Высшей художественной школе.

## Признание
Кавалер, офицер и командор Ордена литературы и искусства (1987, 1992 и 2002). Кавалер ордена Почётного легиона (2012), обладатель Австрийского почётного знака «За науку и искусство» (2004), лауреат Императорской премии Японии (2006).

## Стиль
В 1970-е годы Базелиц прославился своими перевернутыми изображениями. Его считают революционным художником, поскольку он привлекает внимание зрителей к своим работам, заставляя их задуматься и пробуждая их интерес. Сюжеты картин кажутся не такими важными, как визуальное восприятие работы. На протяжении своей карьеры Базелиц менял свой стиль, начиная с наложения субстанций и заканчивая своим стилем, начиная с 1990-х годов, который больше фокусируется на ясности и плавных изменениях. Его рисунки и картины последних десяти лет показывают, что художник пересматривает, исправляет и изменяет свои более ранние работы. Саморефлексия идет рука об руку с беззаботным и удивительно свободным графическим стилем.